# Bagé
Bagé là một đô thị thuộc bang Rio Grande do Sul, Brasil. Đô thị này có diện tích 4095,526 km², dân số năm 2007 là 112678 người, mật độ 27,51 người/km².

## Khí hậu
| Dữ liệu khí hậu của Bagé                    | Dữ liệu khí hậu của Bagé | Dữ liệu khí hậu của Bagé | Dữ liệu khí hậu của Bagé | Dữ liệu khí hậu của Bagé | Dữ liệu khí hậu của Bagé | Dữ liệu khí hậu của Bagé | Dữ liệu khí hậu của Bagé | Dữ liệu khí hậu của Bagé | Dữ liệu khí hậu của Bagé | Dữ liệu khí hậu của Bagé | Dữ liệu khí hậu của Bagé | Dữ liệu khí hậu của Bagé | Dữ liệu khí hậu của Bagé |
| Tháng                                       | 1                        | 2                        | 3                        | 4                        | 5                        | 6                        | 7                        | 8                        | 9                        | 10                       | 11                       | 12                       | Năm                      |
| ------------------------------------------- | ------------------------ | ------------------------ | ------------------------ | ------------------------ | ------------------------ | ------------------------ | ------------------------ | ------------------------ | ------------------------ | ------------------------ | ------------------------ | ------------------------ | ------------------------ |
| Cao kỉ lục °C (°F)                          | 41.7 (107.1)             | 38.9 (102.0)             | 40.1 (104.2)             | 32.1 (89.8)              | 31.0 (87.8)              | 30.3 (86.5)              | 30.2 (86.4)              | 33.0 (91.4)              | 35.1 (95.2)              | 37.0 (98.6)              | 37.8 (100.0)             | 41.1 (106.0)             | 41.7 (107.1)             |
| Trung bình ngày tối đa °C (°F)              | 29.7 (85.5)              | 28.6 (83.5)              | 27.5 (81.5)              | 23.9 (75.0)              | 20.0 (68.0)              | 17.4 (63.3)              | 17.0 (62.6)              | 19.3 (66.7)              | 20.2 (68.4)              | 23.3 (73.9)              | 26.1 (79.0)              | 28.7 (83.7)              | 23.5 (74.3)              |
| Trung bình ngày °C (°F)                     | 23.5 (74.3)              | 22.7 (72.9)              | 21.5 (70.7)              | 18.1 (64.6)              | 14.6 (58.3)              | 12.2 (54.0)              | 11.6 (52.9)              | 13.2 (55.8)              | 14.6 (58.3)              | 17.5 (63.5)              | 20.0 (68.0)              | 22.4 (72.3)              | 17.7 (63.9)              |
| Tối thiểu trung bình ngày °C (°F)           | 18.1 (64.6)              | 17.9 (64.2)              | 16.9 (62.4)              | 13.9 (57.0)              | 10.9 (51.6)              | 8.6 (47.5)               | 7.9 (46.2)               | 9.1 (48.4)               | 10.1 (50.2)              | 12.7 (54.9)              | 14.6 (58.3)              | 16.7 (62.1)              | 13.1 (55.6)              |
| Thấp kỉ lục °C (°F)                         | 7.1 (44.8)               | 5.7 (42.3)               | 5.4 (41.7)               | 2.3 (36.1)               | −1.2 (29.8)              | −3.9 (25.0)              | −3.8 (25.2)              | −1.8 (28.8)              | −1.1 (30.0)              | 0.6 (33.1)               | 3.0 (37.4)               | 4.5 (40.1)               | −3.9 (25.0)              |
| Lượng Giáng thủy trung bình mm (inches)     | 125.0 (4.92)             | 130.7 (5.15)             | 102.6 (4.04)             | 161.3 (6.35)             | 150.8 (5.94)             | 131.7 (5.19)             | 132.3 (5.21)             | 106.3 (4.19)             | 111.1 (4.37)             | 129.7 (5.11)             | 118.9 (4.68)             | 113.2 (4.46)             | 1.513,6 (59.59)          |
| Số ngày giáng thủy trung bình (≥ 1.0 mm)    | 7                        | 9                        | 7                        | 8                        | 8                        | 8                        | 8                        | 7                        | 8                        | 8                        | 7                        | 6                        | 91                       |
| Độ ẩm tương đối trung bình (%)              | 66.2                     | 70.0                     | 71.0                     | 73.4                     | 77.4                     | 78.1                     | 75.8                     | 71.4                     | 70.9                     | 69.2                     | 66.9                     | 64.4                     | 71.2                     |
| Số giờ nắng trung bình tháng                | 244.7                    | 204.7                    | 211.5                    | 166.4                    | 152.7                    | 120.5                    | 143.7                    | 140.8                    | 156.2                    | 198.0                    | 226.6                    | 252.1                    | 2.217,9                  |
| Nguồn 1: Instituto Nacional de Meteorologia |                          |                          |                          |                          |                          |                          |                          |                          |                          |                          |                          |                          |                          |
| Nguồn 2: Meteo Climat                       |                          |                          |                          |                          |                          |                          |                          |                          |                          |                          |                          |                          |                          |